# Gare de Wailly
La gare de Wailly, également appelée gare de Wailly-Beaucamp, est une ancienne gare ferroviaire française de la ligne d'Aire-sur-la-Lys à Berck-Plage, située sur le territoire de la commune de Wailly-Beaucamp, dans le département du Pas-de-Calais, en région Hauts-de-France. Il ne faut pas confondre cette gare avec la halte détruite de Wailly, qui se trouve sur la ligne de Doullens à Arras, dans le même département.
Elle est mise en service en 1893 par la Compagnie AFRB, avant d'être fermée en 1955 par les VFIL.

## Situation ferroviaire
Établie à … mètres d'altitude, la gare de Wailly est située au point kilométrique (PK) … de la ligne d'Aire-sur-la-Lys à Berck-Plage (chemin de fer secondaire à voie unique et métrique, totalement déclassé et déferré), entre les gares fermées de Campigneulles et du Bahot.

## Histoire

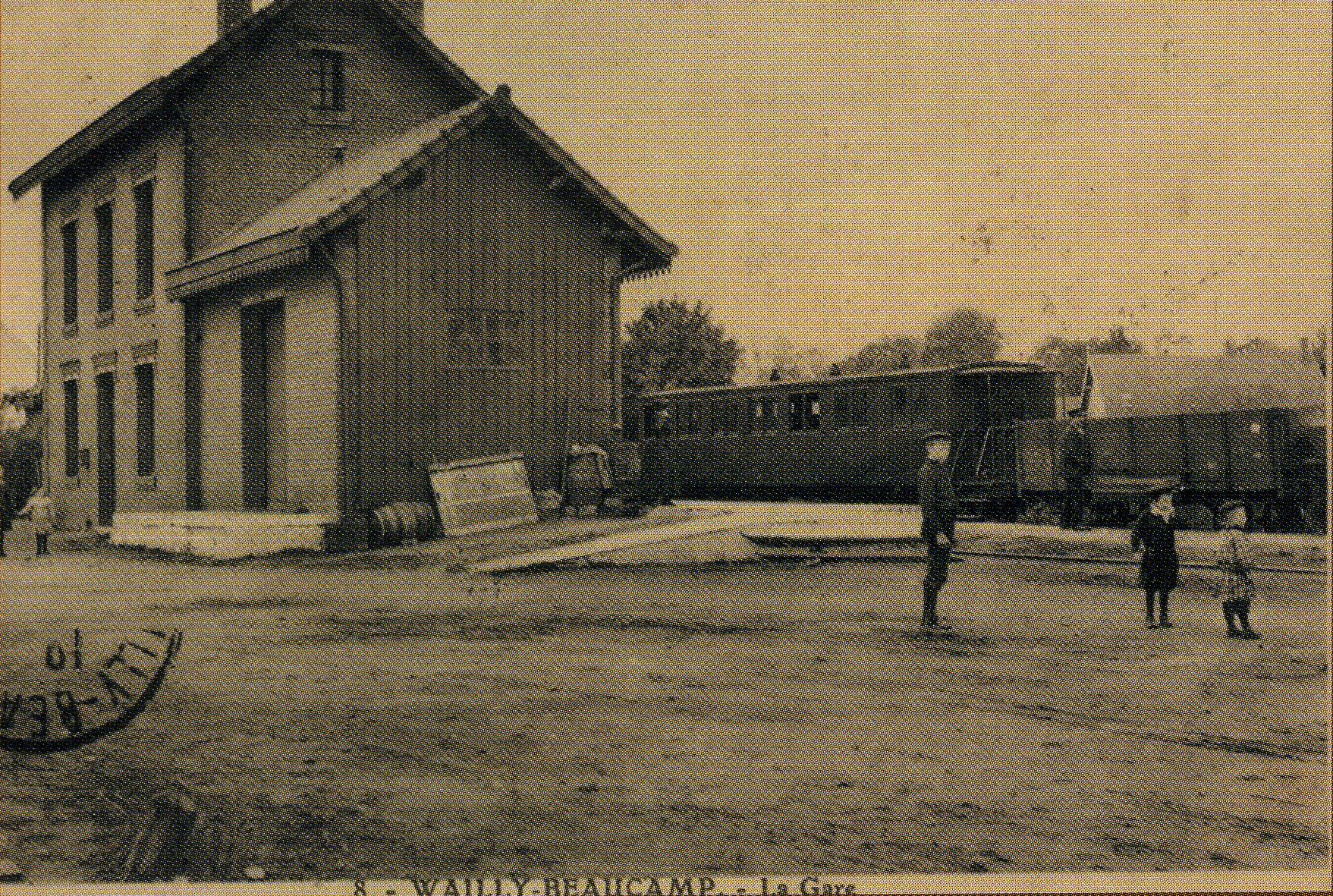
La gare desservie par un train mixte (voyageurs et marchandises), vers 1900.

La gare est ouverte le 30 juillet 1893, à l'occasion de la mise en service de la section Rimeux - Gournay – Montreuil-sur-Mer de la ligne d'Aire-sur-la-Lys à Berck-Plage, par la Compagnie des Chemins de Fer d'Aire à Fruges et de Rimeux-Gournay à Berck ou AFRB (soit le concessionnaire). Celle-ci intègre la Compagnie générale de voies ferrées d'intérêt local (VFIL) en 1919, qui ferme la dernière section de la ligne comprise entre Rimeux - Gournay et Berck-Plage (et donc la gare de Wailly) le 1er mars 1955, sur décision du conseil général du Pas-de-Calais (propriétaire et financeur de l'infrastructure).

## Patrimoine ferroviaire
L'ancien bâtiment voyageurs est reconverti en habitation ; l'aile existante (ex-halle à marchandises, à droite du corps central) a été agrandie à cette occasion, et une seconde est également construite. En outre, l'ancienne annexe sanitaire subsiste, tandis que toutes les autres infrastructures de la plate-forme ferroviaire ont été supprimées.